# Cantel (kommunhuvudort)
Cantel är en kommunhuvudort i Guatemala.   Den ligger i departementet Departamento de Quetzaltenango, i den sydvästra delen av landet, 100 km väster om huvudstaden Guatemala City. Cantel ligger 2 375 meter över havet och antalet invånare är 26 063.
Terrängen runt Cantel är varierad. Runt Cantel är det tätbefolkat, med 276 invånare per kvadratkilometer. Närmaste större samhälle är Quetzaltenango, 7,6 km väster om Cantel. I omgivningarna runt Cantel växer i huvudsak städsegrön lövskog.